# Вірменський банк (Львів)

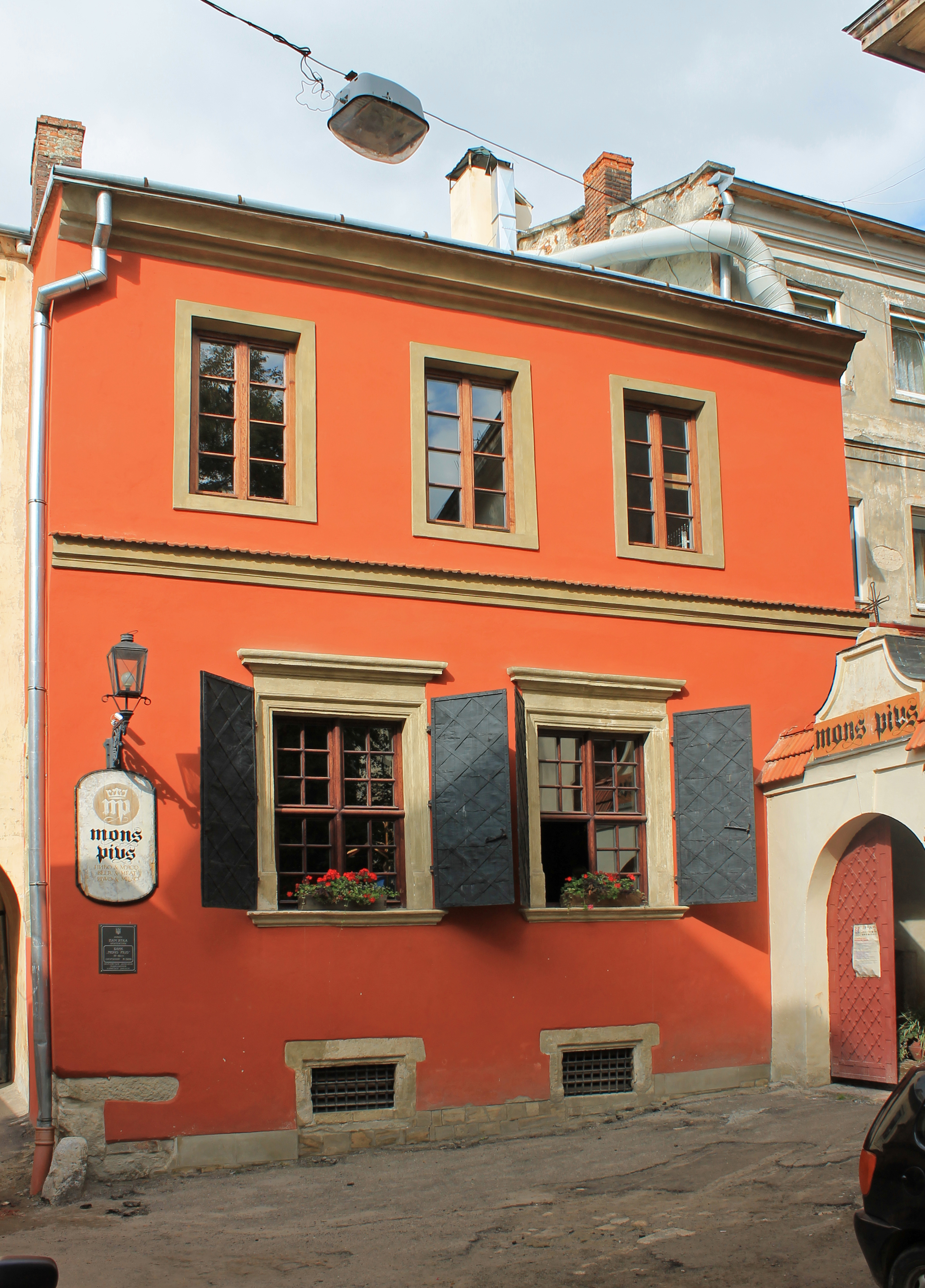
Головна офісна будівля банку.

Вірменський банк — банківська установа, що існувала у Львові на нинішній вул. Лесі Українки, 14 з поч. XVI ст. до 1940 р., згадується під назвою «Mons Pius».
Практика створення побожних банків при церквах, започаткована в середньовічній Італії, знайшла відображення й у Львові. 
Основною діяльністю вірменського банку було надання позик, посередництво в торговельних операціях, ломбард. Вірмени проживали у середньовічному Львові в основному в межах свого етнічного кварталу та околицях. У XVI ст. було зафіксовано близько 200 вірменських родин.
Для вирішення своїх фінансових питань вірмени створили власний банк на базі членства у церковному братстві. Дана практика була поширена у Пізнє середньовіччя та Ренесанс. Подібні банки у Львові створювали поляки, євреї й німці.
Раз на рік братство обирало керівництво банку й відповідальних осіб. Управляли братством два провізори (підскарбники) та писар, до обов'язків якого належало ведення книг і записування рішень, ухвалених на щоквартальних зборах. Братство мало дві скриньки. У першій, яка лежала в захристії, зберігалися засновницькі документи, гроші, предмети застави та реєстри. Вона зачинялася на замок і дві колодки, ключі від яких зберігались у двох провізорів і писаря, щоби вони не могли її відкрити за відсутности когось із них. До другої скриньки, яка розміщувалася біля вівтаря, збиралися пожертви на поточні потреби братства. Подібною була організація й інших братств.

## Архітектура
Як частина ансамблю Вірменського собору, колишня будівля банку має статус пам'ятки архітектури місцевого значення (охоронний № 1289).
Розташований на північному сході від будівлі катедрального собору. Є одним із трьох будинків (№ 10, 12, 14), що виходять фасадами на вул. Лесі Українки, Вірменський провулок. Всі ці будівлі у XVII—XVIII ст. належали вірменській католицькій громаді. Будинок цегляний, з використанням білокам'яного мурування, чотириповерховий, з підвалами, видовжений з півночі на південь. Посередині — мініатюрне подвір'я-колодязь. Будинок є рядовим у житловій забудові. Зберігає ренесансну структуру і складається з двох кам'яниць: головної і тильної. Головна має чільний фасад з боку вул. Лесі Українки, майже впритул до якого було розташоване північне прясло Високого муру. Тильна виходить фасадом у подвір'я, що межує з Вірменським провулком. Назва «тильна» умовна, оскільки до її південного фасаду ведуть провулки від вул. Вірменської — головної артерії Вірменського кварталу. Зараз на партері «тильної кам'яниці» розміщені зали ресторану «Mons Pius».
З вул. Лесі Українки до приміщень будинку веде широкий арковий білокам'яний портал входу. Збереглися півциркульні з розпалубками склепіння проїзду. Поруч — двокамерне приміщення, перекрите бочковим склепінням. Вхід до сходової клітки на верхні поверхи веде з подвір'я від Вірменського провулку, що за будинком № 12. Ця сходова клітка влаштована наприкінці ХІХ ст. Фасад від вул. Лесі Українки тинькований, без архітектурного декору. Вікна 1-2 поверхів у кам'яному обмуруванні, на 3-4 поверхах — в цегляному обрамуванні, що свідчить про пізнішу добудову верхніх ярусів. По центрі 2-го поверху — глуха ніша з арковим завершенням. Фасад завершений профільованим карнизом.
Від провулка між будинками № 7 та № 9 на вул. Вірменській до арки з написом «Mons Pius» веде вузький мощений прохід. Арка розкриває вхід до подвір'я перед будинком, влаштованого на місці колишнього цвинтаря. Подвір'я обнесене муром, прорізаним півциркульними арками з пілонами. Зараз воно служить літнім майданчиком кафе. Другий вхід на подвір'я — через арку з боку Вірменського провулку. Південний фасад будинку скромний — чотириосьовий, з горизонтальним членуванням тягами та широкими віконними обрамуваннями. Праворуч — оформлений білокам'яними плитами вхід до підвалів. Ліворуч на підвищенні — вхід до залів закладу, об'єднаних ренесансними порталами та перекритих півциркульними з розпалубками склепіннями. У західній частині кафе розміщений найбільший зал, до якого веде білокам'яний портал входу. Цей зал — в минулому головний у банку — займає партер 3-го, західного об'єму комплексу.